# المجموعة الفردانية E-M75
المجموعة الفردانية E-M75 أو السُّلالة E-M75 هي مجموعة فردانيَّة بشريَّة ذكوريَّة. وتُعد فئة فرعيَّة إلى جانب المجموعة الفردانية E-P147، للأب الجامع E-M96.

## التوزيع

### E-M75
تم العثور على المجموعة الفردانية E-M75(xM41,M54) في 6% (1/18) من عينة قوميَّة الدامارا من ناميبيا، 4% (1/26) من عينة باغندا من أوغندا، و3% (1/39) من عينة تنتمي إلى الماندينغا من غامبيا/السنغال، و 2% (1/49) من عينة من الشونا من زيمبابوي.

### E-M41
تم العثور على السُّلالة الفرعيَّة E-M41 بشكل رئيسي في سكان مناطق البحيرات العظمى وأعالي النيل في وسط وشرق أفريقيا، بما في ذلك 67% (6/9) من عينة ألور من جمهورية الكونغو الديمقراطية، 39% (7/18) ) لعينة من هيما من جمهورية الكونغو الديمقراطية، 17% (15/88) من عينة من إثيوبيا، 8% (2/26) من عينة من غاندا من أوغندا، 5% ( 2/40) من عينة من السودان، 4% (3/69) من عينة من الهوتو من رواندا، 3% (1/29) من عينة من البانتو من كينيا، و 2% (1/43) من عينة العراق من تنزانيا. تم أيضًا التعرف على E-M41 بكميات ملحوظة بين مختبري الحمض النووي التجاريين من شبه الجزيرة العربية وبين عدد قليل من الذكور اليهود الأشكناز، وأيضًا تم العثور على عينة من لبنان.

### E-M54
تم العثور على السُّلالة الفرعيَّة E-M54 في 28% (22/80) من عينة من الكوسيُّون من جنوب أفريقيا، 27% (10/37) من عينة من ريمايبي من بوركينا فاسو، 22% (4) /18) من عينة دابا من شمال الكاميرون، 21% (6/29) من عينة من الزولو من جنوب أفريقيا، 15% (8/53) من عينة من سكان جنوب أفريقيا غير الكويسان، 14% (4/29) من عينة من البانتو من كينيا، 14% من عينة من الشيرازي القمري، و11% (1/9) من عينة صغيرة من المتحدثين باللغة السودانية الوسطى واللغات الصحراوية من شمال الكاميرون، 9% (3/35) من عينة من المدغشقر من مدغشقر، 8% (3/37) من عينة من وسط أفريقيا، 7% (2/ 28) من عينة مندارا من شمال الكاميرون، 6% (2/31) من عينة نجومبا من جنوب الكاميرون، 6% (4/64) من عينة كونغ من جنوب أفريقيا، 6% (1/18) من عينة داما من ناميبيا، 5% (5/100) من عينة فون من بنين، 5% (1/22) من أمبو من ناميبيا،  و4% (3/69) لعينة من الهوتو من رواندا، 4% (4/94) لعينة من التوتسي من رواندا، 4% (2/47) من عينة مبوتي من جمهورية الكونغو الديمقراطية، 4% (1/26) من عينة من غاندا من أوغندا، 4% (1/26) من عينة من خوي من جنوب أفريقيا، 4% (1/28) من عينة من سوتو تسوانا من جنوب أفريقيا، 3% (1/33) من عينة من باكولا من جنوب الكاميرون، 3% (1/34) ) من عينة من الولوف من غامبيا/السنغال، 3% (2/72) من عينة من قطر، 2% (1/42) من عينة من كيكويو وكامبا من كينيا، 2% (1/55) من عينة من الدوجون من مالي، وحوالي 2% من عينة مكونة من 121 عربي من سلطنة عُمان.

## روابط خارجية
- Y-DNA Haplogroup E وفئاتها الفرعية من ISOGG 2008